# Fase final da Copa Libertadores da América de 2022
A fase final da Copa Libertadores da América de 2022 compreendeu as disputas de oitavas de final, quartas de final, semifinal e final e foi disputada entre 28 de junho e 29 de outubro. As equipes se enfrentaram em jogos eliminatórios de ida e volta em cada fase, e a que somasse mais pontos se classificava para as fases seguintes.

## Critérios de desempate
Se em um cruzamento as determinadas equipes igualassem em pontos, o primeiro critério de desempate seria o saldo de gols. Persistindo o empate, a vaga seria decidida em disputa por pênaltis. Apenas na final uma prorrogação seria disputada em caso de empate no tempo regulamentar, seguida de disputa de pênaltis se persistisse a igualdade.

## Sorteio
Para determinar todos os cruzamentos da fase final, foi realizado um sorteio no Centro de Convenções da CONMEBOL em Luque, no Paraguai, em 27 de maio.
A distribuição das equipes através dos potes foi determinada levando em consideração o desempenho na fase de grupos. As equipes que finalizaram em primeiro lugar nos grupos encontraram-se no Pote 1, e as equipes que se classificaram em segundo lugar no Pote 2.
Equipes classificadas
Entre parêntesis o ranking entre os classificados da fase de grupos.
| Grupo | Líderes de grupo (Pote 1) | Vice-líderes de grupo (Pote 2) |
| ----- | ------------------------- | ------------------------------ |
| A     | Palmeiras (1)             | Emelec (14)                    |
| B     | Libertad (6)              | Athletico Paranaense (12)      |
| C     | Estudiantes (4)           | Vélez Sarsfield (15)           |
| D     | Atlético Mineiro (5)      | Deportes Tolima (9)            |
| E     | Boca Juniors (8)          | Corinthians (13)               |
| F     | River Plate (2)           | Fortaleza (11)                 |
| G     | Colón (7)                 | Cerro Porteño (16)             |
| H     | Flamengo (3)              | Talleres (10)                  |

Além de determinar os potes, o desempenho das equipes na fase de grupos também determina os mandos de campo até a semifinal, sendo que os primeiros dos grupos estão ranqueados de 1 a 8 e os segundo colocados de 9 a 16. Num cruzamento a equipe de melhor ranking sempre realizará o jogo de volta em casa.

## Esquema
As equipes que estão na parte superior do confronto possuem o mando de campo no primeiro jogo e em negrito as equipes classificadas.
|  | Oitavas de final         | Oitavas de final         | Oitavas de final         | Oitavas de final         |       |                      | Quartas de final | Quartas de final | Quartas de final | Quartas de final |  |                      | Semifinais                   | Semifinais                   | Semifinais                   | Semifinais                   |          |   | Final         | Final         |
|  | 28 de junho a 7 de julho | 28 de junho a 7 de julho | 28 de junho a 7 de julho | 28 de junho a 7 de julho |       |                      | 2 a 11 de agosto | 2 a 11 de agosto | 2 a 11 de agosto | 2 a 11 de agosto |  |                      | 30 de agosto a 7 de setembro | 30 de agosto a 7 de setembro | 30 de agosto a 7 de setembro | 30 de agosto a 7 de setembro |          |   | 29 de outubro | 29 de outubro |
|  |                          |                          |                          |                          |       |                      |                  |                  |                  |                  |  |                      |                              |                              |                              |                              |          |   |               |               |
|  | Vélez Sarsfield          | 1                        | 0                        | 1                        |       |                      |                  |                  |                  |                  |  |                      |                              |                              |                              |                              |          |   |               |               |
|  | River Plate              | 0                        | 0                        | 0                        |       |                      |                  |                  |                  |                  |  |                      |                              |                              |                              |                              |          |   |               |               |
|  | River Plate              | 0                        | 0                        | 0                        |       | Vélez Sarsfield      | 3                | 1                | 4                |                  |  |                      |                              |                              |                              |                              |          |   |               |               |
|  |                          |                          |                          |                          |       | Vélez Sarsfield      | 3                | 1                | 4                |                  |  |                      |                              |                              |                              |                              |          |   |               |               |
|  |                          | Talleres                 | 2                        | 0                        | 2     |                      |                  |                  |                  |                  |  |                      |                              |                              |                              |                              |          |   |               |               |
|  | Talleres                 | Talleres                 | 2                        | 0                        | 2     | 1                    | 2                | 3                |                  |                  |  |                      |                              |                              |                              |                              |          |   |               |               |
|  | Talleres                 |                          |                          |                          |       | 1                    | 2                | 3                |                  |                  |  |                      |                              |                              |                              |                              |          |   |               |               |
|  | Colón                    | 1                        | 0                        | 1                        |       |                      |                  |                  |                  |                  |  |                      |                              |                              |                              |                              |          |   |               |               |
|  | Colón                    | 1                        | 0                        | 1                        |       |                      |                  |                  |                  |                  |  | Vélez Sarsfield      | 0                            | 1                            | 1                            |                              |          |   |               |               |
|  |                          |                          |                          |                          |       |                      |                  |                  |                  |                  |  | Vélez Sarsfield      | 0                            | 1                            | 1                            |                              |          |   |               |               |
|  |                          | Flamengo                 | 4                        | 2                        | 6     |                      |                  |                  |                  |                  |  |                      |                              |                              |                              |                              |          |   |               |               |
|  | Corinthians (pen)        | Flamengo                 | 4                        | 2                        | 6     | 0                    | 0                | 0 (6)            |                  |                  |  |                      |                              |                              |                              |                              |          |   |               |               |
|  | Corinthians (pen)        |                          |                          |                          |       | 0                    | 0                | 0 (6)            |                  |                  |  |                      |                              |                              |                              |                              |          |   |               |               |
|  | Boca Juniors             | 0                        | 0                        | 0 (5)                    |       |                      |                  |                  |                  |                  |  |                      |                              |                              |                              |                              |          |   |               |               |
|  | Boca Juniors             | 0                        | 0                        | 0 (5)                    |       | Corinthians          | 0                | 0                | 0                |                  |  |                      |                              |                              |                              |                              |          |   |               |               |
|  |                          |                          |                          |                          |       | Corinthians          | 0                | 0                | 0                |                  |  |                      |                              |                              |                              |                              |          |   |               |               |
|  |                          | Flamengo                 | 2                        | 1                        | 3     |                      |                  |                  |                  |                  |  |                      |                              |                              |                              |                              |          |   |               |               |
|  | Deportes Tolima          | Flamengo                 | 2                        | 1                        | 3     | 0                    | 1                | 1                |                  |                  |  |                      |                              |                              |                              |                              |          |   |               |               |
|  | Deportes Tolima          |                          |                          |                          |       | 0                    | 1                | 1                |                  |                  |  |                      |                              |                              |                              |                              |          |   |               |               |
|  | Flamengo                 | 1                        | 7                        | 8                        |       |                      |                  |                  |                  |                  |  |                      |                              |                              |                              |                              |          |   |               |               |
|  | Flamengo                 | 1                        | 7                        | 8                        |       |                      |                  |                  |                  |                  |  |                      |                              |                              |                              |                              | Flamengo | 1 |               |               |
|  |                          |                          |                          |                          |       |                      |                  |                  |                  |                  |  |                      |                              |                              |                              |                              |          | 1 |               |               |
|  |                          | Athletico Paranaense     | 0                        |                          |       |                      |                  |                  |                  |                  |  |                      |                              |                              |                              |                              |          |   |               |               |
|  | Athletico Paranaense     | Athletico Paranaense     | 0                        | 2                        | 1     | 3                    |                  |                  |                  |                  |  |                      |                              |                              |                              |                              |          |   |               |               |
|  | Athletico Paranaense     |                          |                          | 2                        | 1     | 3                    |                  |                  |                  |                  |  |                      |                              |                              |                              |                              |          |   |               |               |
|  | Libertad                 | 1                        | 1                        | 2                        |       |                      |                  |                  |                  |                  |  |                      |                              |                              |                              |                              |          |   |               |               |
|  | Libertad                 | 1                        | 1                        | 2                        |       | Athletico Paranaense | 0                | 1                | 1                |                  |  |                      |                              |                              |                              |                              |          |   |               |               |
|  |                          |                          |                          |                          |       | Athletico Paranaense | 0                | 1                | 1                |                  |  |                      |                              |                              |                              |                              |          |   |               |               |
|  |                          | Estudiantes              | 0                        | 0                        | 0     |                      |                  |                  |                  |                  |  |                      |                              |                              |                              |                              |          |   |               |               |
|  | Fortaleza                | Estudiantes              | 0                        | 0                        | 0     | 1                    | 0                | 1                |                  |                  |  |                      |                              |                              |                              |                              |          |   |               |               |
|  | Fortaleza                |                          |                          |                          |       | 1                    | 0                | 1                |                  |                  |  |                      |                              |                              |                              |                              |          |   |               |               |
|  | Estudiantes              | 1                        | 3                        | 4                        |       |                      |                  |                  |                  |                  |  |                      |                              |                              |                              |                              |          |   |               |               |
|  | Estudiantes              | 1                        | 3                        | 4                        |       |                      |                  |                  |                  |                  |  | Athletico Paranaense | 1                            | 2                            | 3                            |                              |          |   |               |               |
|  |                          |                          |                          |                          |       |                      |                  |                  |                  |                  |  | Athletico Paranaense | 1                            | 2                            | 3                            |                              |          |   |               |               |
|  |                          | Palmeiras                | 0                        | 2                        | 2     |                      |                  |                  |                  |                  |  |                      |                              |                              |                              |                              |          |   |               |               |
|  | Emelec                   | Palmeiras                | 0                        | 2                        | 2     | 1                    | 0                | 1                |                  |                  |  |                      |                              |                              |                              |                              |          |   |               |               |
|  | Emelec                   |                          |                          |                          |       | 1                    | 0                | 1                |                  |                  |  |                      |                              |                              |                              |                              |          |   |               |               |
|  | Atlético Mineiro         | 1                        | 1                        | 2                        |       |                      |                  |                  |                  |                  |  |                      |                              |                              |                              |                              |          |   |               |               |
|  | Atlético Mineiro         | 1                        | 1                        | 2                        |       | Atlético Mineiro     | 2                | 0                | 2 (5)            |                  |  |                      |                              |                              |                              |                              |          |   |               |               |
|  |                          |                          |                          |                          |       | Atlético Mineiro     | 2                | 0                | 2 (5)            |                  |  |                      |                              |                              |                              |                              |          |   |               |               |
|  |                          | Palmeiras (pen)          | 2                        | 0                        | 2 (6) |                      |                  |                  |                  |                  |  |                      |                              |                              |                              |                              |          |   |               |               |
|  | Cerro Porteño            | Palmeiras (pen)          | 2                        | 0                        | 2 (6) | 0                    | 0                | 0                |                  |                  |  |                      |                              |                              |                              |                              |          |   |               |               |
|  | Cerro Porteño            |                          |                          |                          |       | 0                    | 0                | 0                |                  |                  |  |                      |                              |                              |                              |                              |          |   |               |               |
|  | Palmeiras                | 3                        | 5                        | 8                        |       |                      |                  |                  |                  |                  |  |                      |                              |                              |                              |                              |          |   |               |               |

## Oitavas de final
| Chave | Equipe 1             | Total       | Equipe 2         | Ida | Volta |
| ----- | -------------------- | ----------- | ---------------- | --- | ----- |
| A     | Athletico Paranaense | 3–2         | Libertad         | 2–1 | 1–1   |
| B     | Deportes Tolima      | 1–8         | Flamengo         | 0–1 | 1–7   |
| C     | Vélez Sarsfield      | 1–0         | River Plate      | 1–0 | 0–0   |
| D     | Emelec               | 1–2         | Atlético Mineiro | 1–1 | 0–1   |
| E     | Cerro Porteño        | 0–8         | Palmeiras        | 0–3 | 0–5   |
| F     | Talleres             | 3–1         | Colón            | 1–1 | 2–0   |
| G     | Corinthians          | 0–0 (6−5 p) | Boca Juniors     | 0–0 | 0–0   |
| H     | Fortaleza            | 1–4         | Estudiantes      | 1–1 | 0–3   |

### Chave A
| 28 de junho   | Athletico Paranaense           | 2 – 1     | Libertad     | Arena da Baixada, Curitiba  |
| 21:30 (UTC−3) | Vitor Roque 6' · Hernández 32' | Relatório | Villalba 20' | Árbitro: VEN Alexis Herrera |

| 5 de julho    | Libertad         | 1 – 1     | Athletico Paranaense | Estádio Defensores del Chaco, Assunção |
| 20:30 (UTC−4) | Santa Cruz 45+4' | Relatório | Rômulo 90'           | Árbitro: URU Andrés Cunha              |

Athletico Paranaense venceu por 3–2 no placar agregado.

### Chave B
| 29 de junho   | Deportes Tolima | 0 – 1     | Flamengo            | Estádio Manuel Murillo Toro, Ibagué |
| 19:30 (UTC−5) |                 | Relatório | Andreas Pereira 17' | Árbitro: VEN Jesús Valenzuela       |

| 6 de julho    | Flamengo                                                                         | 7 – 1     | Deportes Tolima | Estádio do Maracanã, Rio de Janeiro |
| 21:30 (UTC−3) | Pedro 5', 47', 67', 79' · Quiñónes 20' (g.c.) · Gabriel 56' · Matheus França 73' | Relatório | Quiñónes 63'    | Árbitro: PAR Mario Díaz de Vivar    |

Flamengo venceu por 8–1 no placar agregado.

### Chave C
| 29 de junho   | Vélez Sarsfield  | 1 – 0     | River Plate | Estádio José Amalfitani, Buenos Aires |
| 21:30 (UTC−3) | Janson 15' (pen) | Relatório |             | Árbitro: BRA Raphael Claus            |

| 6 de julho    | River Plate | 0 – 0     | Vélez Sarsfield | Estádio Monumental de Núñez, Buenos Aires |
| 21:30 (UTC−3) |             | Relatório |                 | Árbitro: CHI Roberto Tobar                |

Vélez Sarsfield venceu por 1–0 no placar agregado.

### Chave D
| 28 de junho   | Emelec                 | 1 – 1     | Atlético Mineiro | Estádio George Capwell, Guaiaquil |
| 17:15 (UTC−5) | S. Rodríguez 58' (pen) | Relatório | Ademir 16'       | Árbitro: ARG Fernando Rapallini   |

| 5 de julho    | Atlético Mineiro | 1 – 0     | Emelec | Estádio Mineirão, Belo Horizonte |
| 19:15 (UTC−3) | Hulk 79' (pen)   | Relatório |        | Árbitro: VEN Jesús Valenzuela    |

Atlético Mineiro venceu por 2–1 no placar agregado.

### Chave E
| 29 de junho   | Cerro Porteño | 0 – 3     | Palmeiras                  | Estádio General Pablo Rojas, Assunção |
| 18:15 (UTC−4) |               | Relatório | Rony 60', 69' · Murilo 87' | Árbitro: COL Wilmar Roldán            |

| 6 de julho    | Palmeiras                                                        | 5 – 0     | Cerro Porteño | Allianz Parque, São Paulo     |
| 19:15 (UTC−3) | Samudio 37' (g.c.) · Rony 73', 83' · Breno Lopes 75' · Gómez 78' | Relatório |               | Árbitro: ARG Patricio Loustau |

Palmeiras venceu por 8–0 no placar agregado.

### Chave F
| 29 de junho   | Talleres   | 1 – 1     | Colón     | Estádio Mario Alberto Kempes, Córdova |
| 19:15 (UTC−3) | Franco 87' | Relatório | Ábila 61' | Árbitro: BRA Wilton Sampaio           |

| 6 de julho    | Colón | 0 – 2     | Talleres                    | Estádio Cementerio de Elefantes, Santa Fe |
| 19:15 (UTC−3) |       | Relatório | Girotti 47' · Martino 90+7' | Árbitro: BRA Anderson Daronco             |

Talleres venceu por 3–1 no placar agregado.

### Chave G
| 28 de junho   | Corinthians | 0 – 0     | Boca Juniors | Neo Química Arena, São Paulo |
| 21:30 (UTC−3) |             | Relatório |              | Árbitro: CHI Roberto Tobar   |

| 5 de julho    | Boca Juniors | 0 – 0     | Corinthians | Estádio La Bombonera, Buenos Aires |
| 21:30 (UTC−3) |              | Relatório |             | Árbitro: URU Andrés Matonte        |

|                                                                 |       | Penalidades                                                                     |  |
| Rojo Izquierdoz Villa Fernández Benedetto Romero Varela Ramírez | 5 − 6 | Fábio Santos Cantillo Raul Gustavo Bruno Melo Róger Guedes Roni Lucas Piton Gil |  |

0–0 no placar agregado, Corinthians venceu por 6–5 na disputa de pênaltis.

### Chave H
| 30 de junho   | Fortaleza  | 1 – 1     | Estudiantes | Arena Castelão, Fortaleza   |
| 21:30 (UTC−3) | Romero 55' | Relatório | Díaz 63'    | Árbitro: URU Andrés Matonte |

| 7 de julho    | Estudiantes                  | 3 – 0     | Fortaleza | Estádio Jorge Luis Hirschi, La Plata |
| 21:30 (UTC−3) | Castro 9', 47' · Zapiola 57' | Relatório |           | Árbitro: URU Esteban Ostojich        |

Estudiantes venceu por 4–1 no placar agregado.

## Quartas de final
| Chave | Equipe 1             | Total         | Equipe 2    | Ida | Volta |
| ----- | -------------------- | ------------- | ----------- | --- | ----- |
| S1    | Athletico Paranaense | 1–0           | Estudiantes | 0–0 | 1–0   |
| S2    | Corinthians          | 0–3           | Flamengo    | 0–2 | 0–1   |
| S3    | Vélez Sarsfield      | 4–2           | Talleres    | 3–2 | 1–0   |
| S4    | Atlético Mineiro     | 2–2 (5−6 pen) | Palmeiras   | 2–2 | 0–0   |

### Chave S1
| 4 de agosto   | Athletico Paranaense | 0 – 0     | Estudiantes | Arena da Baixada, Curitiba    |
| 21:30 (UTC−3) |                      | Relatório |             | Árbitro: VEN Jesús Valenzuela |

| 11 de agosto  | Estudiantes | 0 – 1     | Athletico Paranaense | Estádio Jorge Luis Hirschi, La Plata |
| 21:30 (UTC−3) |             | Relatório | Vitor Roque 90+6'    | Árbitro: URU Andrés Matonte          |

Athletico Paranaense venceu por 1–0 no placar agregado.

### Chave S2
| 2 de agosto   | Corinthians | 0 – 2     | Flamengo                        | Neo Química Arena, São Paulo  |
| 21:30 (UTC−3) |             | Relatório | De Arrascaeta 37' · Gabriel 51' | Árbitro: ARG Patricio Loustau |

| 9 de agosto   | Flamengo  | 1 – 0     | Corinthians | Estádio do Maracanã, Rio de Janeiro |
| 21:30 (UTC−3) | Pedro 52' | Relatório |             | Árbitro: URU Esteban Ostojich       |

Flamengo venceu por 3–0 no placar agregado.

### Chave S3
| 3 de agosto   | Vélez Sarsfield                | 3 – 2     | Talleres               | Estádio José Amalfitani, Buenos Aires |
| 21:30 (UTC−3) | Janson 5', 73' · Fernández 90' | Relatório | Santos 81' · Garro 87' | Árbitro: COL Wilmar Roldán            |

| 10 de agosto  | Talleres | 0 – 1     | Vélez Sarsfield | Estádio Mario Alberto Kempes, Córdova |
| 21:30 (UTC−3) |          | Relatório | Fernández 79'   | Árbitro: PAR Éber Aquino              |

Vélez Sarsfield venceu por 4–2 no placar agregado.

### Chave S4
| 3 de agosto   | Atlético Mineiro                     | 2 – 2     | Palmeiras                 | Estádio Mineirão, Belo Horizonte |
| 21:30 (UTC−3) | Hulk 45+1' (pen) · Murilo 47' (g.c.) | Relatório | Murilo 59' · Danilo 90+2' | Árbitro: ARG Facundo Tello       |

| 10 de agosto  | Palmeiras | 0 – 0     | Atlético Mineiro | Allianz Parque, São Paulo  |
| 21:30 (UTC−3) |           | Relatório |                  | Árbitro: COL Wilmar Roldán |

|                                                    |       | Penalidades                                     |  |
| Raphael Veiga Gómez Zé Rafael Piquerez Rony Murilo | 6 − 5 | Hulk Fernández Jair Eduardo Sasha Alonso Rubens |  |

2–2 no placar agregado, Palmeiras venceu por 6–5 na disputa de pênaltis.

## Semifinais
| Chave | Equipe 1             | Total | Equipe 2  | Ida | Volta |
| ----- | -------------------- | ----- | --------- | --- | ----- |
| F1    | Athletico Paranaense | 3–2   | Palmeiras | 1–0 | 2–2   |
| F2    | Vélez Sarsfield      | 1–6   | Flamengo  | 0–4 | 1–2   |

### Chave F1
| 30 de agosto  | Athletico Paranaense | 1 – 0     | Palmeiras | Arena da Baixada, Curitiba |
| 21:30 (UTC−3) | Alex Santana 23'     | Relatório |           | Árbitro: CHI Roberto Tobar |

| 6 de setembro | Palmeiras                     | 2 – 2     | Athletico Paranaense   | Allianz Parque, São Paulo     |
| 21:30 (UTC−3) | Gustavo Scarpa 3' · Gómez 55' | Relatório | Pablo 64' · Terans 85' | Árbitro: URU Esteban Ostojich |

Athletico Paranaense venceu por 3–2 no placar agregado.

### Chave F2
| 31 de agosto  | Vélez Sarsfield | 0 – 4     | Flamengo                                    | Estádio José Amalfitani, Buenos Aires |
| 21:30 (UTC−3) |                 | Relatório | Pedro 32', 61', 83' · Éverton Ribeiro 45+1' | Árbitro: COL Wilmar Roldán            |

| 7 de setembro | Flamengo                | 2 – 1     | Vélez Sarsfield | Estádio do Maracanã, Rio de Janeiro |
| 21:30 (UTC−3) | Pedro 42' · Marinho 68' | Relatório | Pratto 21'      | Árbitro: CHI Piero Maza             |

Flamengo venceu por 6–1 no placar agregado.

## Final
| 29 de outubro de 2022 | Flamengo      | 1 – 0     | Athletico Paranaense | Estádio Monumental, Guaiaquil |
| 15:00 (UTC−5)         | Gabriel 45+4' | Relatório |                      | Árbitro: ARG Patricio Loustau |